# Степан Божич
Степан Божич (хорв. Stjepan Božić; нар. 22 жовтня 1974, Брежиці, Югославія) — хорватський професійний боксер словенського походження, призер чемпіонату Європи.

## Аматорська кар'єра
На чемпіонаті світу 1995 програв в першому бою.
На чемпіонаті Європи 2000 Степан Божич переміг в чвертьфіналі Карла Фроч (Англія) — 11-5 і в півфіналі Юху Руокола (Фінляндія) — 10-5, а в фіналі програв Жолту Ердеї (Угорщина) — 5-11.

## Професіональна кар'єра
2000 року дебютував на професійному рингу.
4 червня 2005 року завоював вакантний титул чемпіона за версією WBF в другій середній вазі і провів один вдалий захист титулу проти ексчемпіона світу Хуліо Сезар Васкеса (Аргентина). Але слідом за цим зазнав двох поспіль поразок.
2 серпня 2007 року виграв вакантний титул інтерконтинентального чемпіона за версією WBA.
21 листопада 2009 року Степан Божич вийшов на бій за вакантний титул чемпіона світу за версією WBA в другій середній вазі проти Димитрі Сартисона (Німеччина) і зазнав поразки технічним рішенням в п'ятому раунді через закрите після влучань супротивника око.
До завершення кар'єри Степан Божич зустрічався в бою ще з такими відомими боксерами, як Артур Абрахам (Німеччина), Джеймс Дегейл (Велика Британія), Федір Чудінов (Росія), Тайрон Цойге (Німеччина), але незмінно зазнавав невдач.